# Gerhard Schulze-Pillot
Gerhard Schulze-Pillot (ur. 7 października 1872 w Berlinie, zm. 18 marca 1945 w Monachium) – profesor zwyczajny budowy maszyn i hydraulicznych maszyn przepływowych.

## Życiorys
Absolwent wydziału budowy maszyn Politechniki Berlińskiej, w latach 1896–1897 pracował na uczelni jako asystent, później do 1904 w przemyśle jako konstruktor.

Od 1904 profesor zwyczajny budowy maszyn, turbin wodnych oraz gospodarki energetycznej i cieplnej na Politechnice Gdańskiej, w latach 1927–1928 rektor uczelni.
Od 1928 członek honorowy Niemieckiego Bractwa Studentów w Gdańsku.
Od 1929 doktor inżynier honoris causa Politechniki Stuttgarckiej.